# Philaccolilus
Philaccolilus là một chi bọ cánh cứng trong họ Dytiscidae.
Chi này được Guignot miêu tả khoa học năm 1937.

## Các loài
Các loài trong chi này gồm:
- Philaccolilus ameliae Balke, Larson, Hendrich & Konyorah, 2000
- Philaccolilus aterrimus Balke, Larson, Hendrich & Konyorah, 2000
- Philaccolilus bacchusi Balke, Larson, Hendrich & Konyorah, 2000
- Philaccolilus bellissimus Balke, Larson, Hendrich & Konyorah, 2000
- Philaccolilus bicinctus (Régimbart, 1892)
- Philaccolilus incognitus Balke, Larson, Hendrich & Konyorah, 2000
- Philaccolilus irianensis Balke, Larson, Hendrich & Konyorah, 2000
- Philaccolilus kokodanus Balke, Larson, Hendrich & Konyorah, 2000
- Philaccolilus mas Balke, Larson, Hendrich & Konyorah, 2000
- Philaccolilus mekus Balke, Larson, Hendrich & Konyorah, 2000
- Philaccolilus ramuensis Balke, Larson, Hendrich & Konyorah, 2000
- Philaccolilus speciosus (Régimbart, 1892)